# Rybky
Rybky (Hongaars: Halasd) is een Slowaakse gemeente in de regio Trnava, en maakt deel uit van het district Senica.
Rybky telt 448 inwoners.